# Вигода (гміна Воля-Кшиштопорська)
Вигода (пол. Wygoda) — село в Польщі, у гміні Воля-Кшиштопорська Пйотрковського повіту Лодзинського воєводства.
Населення — 238 осіб (2011).
У 1975-1998 роках село належало до Пйотрковського воєводства.

## Демографія
Демографічна структура станом на 31 березня 2011 року:
|          | Загалом | Допрацездатний вік | Працездатний вік | Постпрацездатний вік |
| -------- | ------- | ------------------ | ---------------- | -------------------- |
| Чоловіки | 123     | 30                 | 81               | 12                   |
| Жінки    | 115     | 32                 | 65               | 18                   |
| Разом    | 238     | 62                 | 146              | 30                   |